# Zmaj (tovarna letal)
Zmaj Змај, uradno Fabrika aeroplana i hidroaviona Zmaj: je bil jugoslovanski proizvajalec konvencionalnih in vodnih letal. Podjetje je bilo ustanovljeno leta 1927 in je bil tretji proizvajalec letal v Srbiji. Sprva je licenčno proizvajala francoska letala, kasneje tudi britanska. Leta 1932 so Jovan Petrović in Dragoljub Šterić začela snovati svoja letala. Zmaj je tudi proizvajal potniškega Spartans za letalsko družbo Aeroput. Do leta 1946 so zgradili 359 letal, potem se je proizvodnja ustavila. Podjetje je bilo nacionalizirano in združeno z Rogožarskim v Ikarus.

## Letala
- Fizir F1V
- Fizir-Wright
- Zmaj Fizir F1M-Jupiter
- Zmaj Fizir-Loren (sic)
- Zmaj Fizir FN
- Fizir FP-1
- Zmaj Fizir FP-2
- Zmaj R-1

.
Licenčno grajena letala:
- Hanriot HD.32
- Hanriot H.41
- Dewoitine D.27
- Gourdou-Leseurre GL.2
- Heinkel HE 8
- Spartan Cruiser II
- Hawker Fury
- Hawker Hurricane